# 丽江翠雀花
丽江翠雀花（学名：Delphinium likiangense）为毛茛科翠雀属的植物，是中国的特有植物。分布于中国大陆的云南等地，生长于海拔3,400米至4,500米的地区，多生在山地草坡或多石砾山坡，目前尚未由人工引种栽培。